# Couziers
Couziers és un municipi francès, situat al departament de l'Indre i Loira i a la regió de Centre – Vall del Loira. L'any 2017 tenia 112 habitants, regat pel Viena.

## Demografia
El 2007 la població de fet de Couziers era de 105 persones. Hi havia 44 famílies, 58 habitatges, dels quals 46 eren l'habitatges principals, deu segones residències i dos estaven desocupats.

## Economia
El 2007 la població en edat de treballar era de 68 persones, 52 eren actives i 16 eren inactives. Hi havia empresa industrial, dues de construcció, dues de comerç i reparació d'automòbils i una empresa de serveis.
L'any 2000 hi havia catorze explotacions agrícoles que conreaven un total de 354 hectàrees.